# Micheal Williams
Micheal Douglas Williams (Dallas, 23 de julho de 1966) é um ex-jogador de basquete profissional norte-americano que foi campeão da Temporada da NBA de 1988-89 jogando pelo Detroit Pistons.